# Westfield (Nouveau-Brunswick)
Pour les articles homonymes, voir Westfield.
Ne doit pas être confondu avec Paroisse de Westfield.
Westfield, ou Westfield-Est, est un village du comté de Kings, au Nouveau-Brunswick. Il est une autorité taxatrice du district de services locaux de la paroisse de Westfield (Westfield-Ouest).

## Toponyme
Le village est nommé ainsi d'après sa position dans la paroisse de Westfield. La paroisse est possiblement nommée ainsi d'après la ville de Westfield, au Massachusetts, ou d'après la ville de Westfield, au New Jersey, par analogie avec sa position dans le comté de Kings.

## Géographie

### Villages et hameaux
La paroisse comprend les hameaux suivants: Bayswater, Crystal Beach, Days Landing, Hardings Point, l'île Kennebecasis, Lands End, Milkish et Sand Point.

## Démographie
D'après le recensement de Statistique Canada, il y avait 623 habitants en 2006, comparativement à 660 en 2001, soit une baisse de 5,6 %. Il y a 307 logements privés, dont 257 occupés par des résidents habituels. Le village a une superficie de 60,71 km2 et une densité de population de 10,3 habitants au kilomètre carré.
| 2001  | 2006  | 2011  | 2016  |
| ----- | ----- | ----- | ----- |
| 2 131 | 2 053 | 2 108 | 1 962 |

## Chronologie municipale
La paroisse de Westfield fut l'une des 36 paroisses créées à l'origine en 1786. Son territoire fut légèrement changé en 1796. Le comté de Kings fut constitué en municipalité durant les années 1870. La municipalité fut dissoute le 9 novembre 1966. La paroisse devint alors un District de services locaux (DSL). Le nouveau DSL de Westfield fut séparé de la paroisse par la suite, de même que les villages de Pamdenec, de Grand Bay et de Westfield.

## Administration

### Représentation et tendances politiques
Nouveau-Brunswick: Westfield fait partie de la circonscription provinciale de Hampton-Kings, qui est représentée à l'Assemblée législative du Nouveau-Brunswick par Bev Harrison, du Parti progressiste-conservateur. Il fut élu 1999 puis réélu en 2003, en 2006 et en 2010.
 Canada: Westfield fait partie de la circonscription fédérale de Fundy Royal, qui est représentée à la Chambre des communes du Canada par Rob Moore, du Parti conservateur. Il fut élu lors de la 38e élection générale, en 2004, puis réélu en 2006 et en 2008.

## Vivre à Westfield
La plage Crystal est une plage d'eau douce non surveillée, disposant de toilettes, vestiaires et cantine.

## Culture

### Architecture et monuments
Un pont couvert traverse l'anse Milkish à Bayswater, le long de la route 845. Il fut construit en 1920, compte deux travées et a une longueur de 31,4 mètres.